# Donatello (Tortugas ninja)
Donatello o Donnie  es un personaje ficticio y uno de los cuatro personajes principales de los cómics Tortugas Ninja y todos los medios relacionados. Es la tortuga favorita del cocreador Peter Laird.
Por lo general, se le representa con una bandana de ojos púrpura. Su arma principal de la firma son sus (2) bastones de bō efectivos. En todos los medios, él es el más inteligente de las cuatro tortugas. Él aparece como 4 'en altura en el lanzamiento de la figura de acción original. Donnie a menudo habla en "parloteo tecnológico", con una aptitud natural para la ciencia y la tecnología. Es el tercer mayor / segundo más joven de las tortugas. Como todos los hermanos, lleva el nombre de un artista del Renacimiento; en este caso, lleva el nombre del escultor italiano Donatello.

## Historia
Donatello y sus hermanos nacieron como tortugas comunes y corrientes en una tienda de mascotas. Se cree que al mismo día de haber nacido fue comprado junto con sus hermanos por un niño que andaba por la tienda. El niño llevaba una pecera con sus mascotas recién compradas pero otro niño lo empuja por accidente para salvar a un invidente de ser arrollado por un camión que a la vez deja caer al alcantarillado un frasco con un líquido radioactivo desarrollado en secreto por la raza alienígena Ultrom, la pecera se rompe y las cuatro tortugas caen a la alcantarilla junto con el líquido que los cubre por completo; en ese instante una pequeña rata de nombre Splinter las encuentra y las recoge en una lata de café, que coloca a un lado de su madriguera.
El líquido Ultrom poseía capacidades mutagénicas por lo que al exponerse al mutágeno, Donatello y todos los que tuvieron contacto con el líquido empezaron a sufrir una aceleración evolutiva. Splinter encuentra a las tortugas y ve que el líquido los hizo crecer el doble de su tamaño original (Splinter también mutaba) y con el tiempo desarrollaban su inteligencia por lo que Splinter decide entrenarlas como ninjas para que, en un futuro, vengaran la muerte de su maestro Hamato Yoshi.
Actualmente, se encuentra en el Centro Universitario de los Valles como profesor y Coordinador de Sensores e Instrumentacion.
Ha sido uno de los mejores profesores al combinar técnicas de enseñanza aunadas al arte ninja.

## Personalidad
Se lo conoce por ser el más inteligente del grupo, el que siempre tendrá las respuestas a todo y ayudará a quien lo necesite empleando sus conocimientos científicos, pero no solo es listo, al igual que sus hermanos, él es muy habilidoso, y su arma es el "bo", que puede cambiar a una "naginata" con solo presionar un botón.
Ha creado un sinfín de armas que utilizan tanto él como sus hermanos y aliados, ya sea para pelear con su nemesis Destructor, o el Kraang. Su comida favorita es la pizza, al igual que sus hermanos, sin embargo en otra versión no es solo la ciencia lo que le atrae ya que también siente fascinación por los cómics (pese a no saber dibujar); en Donatello #1, incluso, conoció a un dibujante de historietas llamado Kirby (un homenaje a Jack Kirby) quien poseía una piedra mágica que lograba dar vida a sus dibujos por breves segundos. (En la versión 2012 Donatello si es capaz de dibujar pero no lo hace a menudo.)
Volviendo a la versión de Nickelodeon del año 2012, cabe decir que aquí se le han hecho algunas modificaciones a su personalidad con fines de enriquecer la comedia y trama de la serie, se le agregó el hecho de que está perdidamente enamorado de April O'Neil (que en esta versión es más joven que en las anteriores porque solo cuenta con 14 o 15 años), cuya vida cambió cuándo conoció a las tortugas (En las versiones anteriores April era una reportera), haciendo que una de las constantes en la serie durante por lo menos las dos primeras temporadas sea Donatello queriendo hacer que ella se fije en él, tratando de pasar el mayor tiempo posible con ella, teniendo como competencia a Casey Jones quién también gustaba de April pero se lo demostraba de otras maneras, a diferencia de Donnie que la trataba de manera más amable y caballerosa (durante un tiempo April se enfadó con las tortugas ya que estaba molesta porque los culpó de la mutación de su padre -Kirby O'Neil, quien se convirtió en un hombre murciélago salvaje, lo que entristeció a Donatello). Durante la serie "Apritello" que es el shipeo principal de la serie, si así se le puede decir, ya que sus hermanos no estarán solos por mucho tiempo, comparten lindos momentos llegando a volverse muy cercanos, sobre todo en las últimas temporadas.

## En otros medios

### Televisión
- Hizo aparición en televisión por primera vez en Tortugas Ninja adolescentes mutantes (1987) como uno de los protagonistas. Su personalidad, al igual que la de sus compañeros, cambia radicalmente en cuanto al cómic preservando levemente su conocimiento científico.

- Volvió a aparecer en TMNT (2003) así como en sus Spin-Off, esta vez con la personalidad original de los cómics.

- También aparece en la serie de Nickelodeon del 2012, en la que es el más listo de sus hermanos, aquí el es científico, sabiendo sobre química, física, metalurgia, mecánica, etc. También es el primero en enamorarse de una chica llamada April O'Neil.

- Regresa en la nueva serie del 2018, siendo un genio mecánico imperturbable y un mago tecnológico cuyas habilidades de ninja son superadas solo por su codificación". Esta encarnación de Donatello es más segura, madura, sensata y sarcástica, y maneja un bastón modificado por unos propulsores de cohetes.

### Cine
- Hace aparición en la película de 1990 como uno de los protagonistas. Al igual que Leo y Mike, es la tortuga con la personalidad menos desarrollada, incluso menos que las de Leo o Mike ya que en ningún momento hace uso de sus conocimientos en ciencia y mecánica (solo cuando repara un camión con Casey).

- Para la segunda película, ya demuestra su pasión por la ciencia entablando amistad con Jordon Perry y asistiéndolo en la creación del retromutageno.

- Aparece en la película animada TMNT muestra la personalidad propia de los cómics.

- Donatello aparece en la película Teenage Mutant Ninja Turtles (2014). En esta película, Donatello es el cerebro del equipo y se basa en gran medida en equipos y equipos de alta tecnología. Su personalidad en esta película es muy tranquila y mesurada, y también se le dio un retrato mucho más nerd que en adaptaciones anteriores, debido a sus grandes lentes con el medio grabado. También tiene una personalidad similar a sus contrapartes de 1987 y 2003, donde siempre habla de cálculos y confunde constantemente a sus hermanos con ellos. Él es también el que detuvo el veneno tóxico que Shredder había activado en la Torre Sacks. Al igual que Michelangelo y Leonardo, Donatello usa un guante en su mano izquierda, tiene un paquete de tecnología en su caparazón y botas, aunque en parte se pueden ver sus dedos de los pies haciendo solo a él, Raphael y Michelangelo las únicas tortugas que se mantienen fieles a sus otras encarnaciones con los dos dedos de los pies.

- Donatello aparece en la secuela de Teenage Mutant Ninja Turtles: Out of the Shadows (2016).

- Aparece en la película animada de Batman vs. Tortugas Ninjas Mutantes Adolescentes (2019).

- Donatello aparece en Teenage Mutant Ninja Turtles: Mutant Mayhem (2023), la primera película animada por computadora de Teenage Mutant Ninja Turtles desde TMNT (2007), con la voz del adolescente real Micah Abbey.[1] Está establecido que esta iteración de Donnie es un desarrollo tardío, como lo demuestra su voz que suena más joven. Termina formando un fuerte vínculo con Wingnut y Leatherhead debido a su interés compartido en la tecnología, y es un fanático, particularmente con Attack on Titan y la franquicia Marvel Cinematic Universe, siendo aficionado a Mark Ruffalo.

### Videojuegos
En los videojuegos basados en la serie animada de 1987, Donatello tiene el rango más largo, aunque no puede causar tanto daño como Leonardo, quien tiene el segundo rango más largo; Una excepción notable es el primer juego de NES, donde Donatello hizo el mayor daño y tuvo el mayor alcance, aunque sus ataques fueron lentos. Esto se ha trasladado a los juegos inspirados en la serie animada de 2003. En TMNT: Smash Up, Sam Riegel lo expresa.
Donatello es uno de los principales personajes jugables en Teenage Mutant Ninja Turtles: Out of the Shadows, donde Yuri Lowenthal lo expresa. Donatello también aparece en el juego basado en una película de 2014, con la voz de Oliver Vaquer.
Donatello será presentado como uno de los personajes jugables de Teenage Mutant Ninja Turtles como DLC en Injustice 2, con la voz de Joe Brogie. Si bien Leonardo es la tortuga por defecto fuera del equipo, él, Michelangelo y Raphael solo pueden ser elegidos a través de dicha selección de productos similar a los personajes principales de piel.

### Prensa
- Apareció en la portada del 22 de enero de 2016 del periódico ABC,[2] representando a Pablo Iglesias.

## Curiosidades
- Donatello lleva el nombre de un reconocido escultor del renacimiento, Donatello (Donato di Niccolò di Betto Bardi).
- En versiones anteriores tenía una bandana roja al igual que sus 3 hermanos.
- En la serie de Nickelodeon 2012 de las tortugas ninja, Donatello está profundamente enamorado de April O'Neil.
- En el número 44 del cómic de "Las Tortugas Ninja", "Donatello" fue asesinado tras una ardua batalla con los villanos "Bebop" y "Rocksteady".
- Se vuelve vampiro en la versión del 2012 al igual que uno de sus hermanos.
- Página con los capítulos de la versión del 2012: La guarida de Gian[3]